# Сет Карло Чандлер
Сет Карло Чандлер (англ. Seth Carlo Chandler; 17 вересня 1846, Бостон — 31 грудня 1913) — американський астроном.
Народився в Бостоні. У 1861 році закінчив Гарвардський університет. У 1864—1870 роках працював у Береговій геодезичній службі США, в 1871—1881 роках — у страховій компанії. Упродовж 1881-1904 років працював у Гарвардській обсерваторії.
Популярність Чандлеру принесли роботи з дослідження вільного руху полюсів Землі. Зумів простежити коливання широти за спостереженнями з часів Дж. Брадлея, тобто більш ніж за 200 років. Показав, що багато з непояснених протиріч у спостереженнях були обумовлені коливаннями широти місця спостереження. Вперше виявив, що в змінності широт є додатково до річної складової ще складова з періодом, рівним 428 діб. Цей період майже на 40 % перевершує класичний Ейлеровський період, що дорівнює 305 діб. Незабаром С. Ньюком показав, що збільшення періоду з 10 до 14 місяців може бути пояснено пружними властивостями Землі. Період коливання осі обертання Землі в 428 діб (вільна Нутація) отримав назву періоду Чандлера, а сам рух — чандлерівського руху полюсів Землі. Опублікував багато статей, присвячених дослідженню комет та змінних зірок. Склав кілька каталогів змінних зірок.
У 1896—1909 роках був головним редактором журналу «Astronomical Journal».
Золота медаль Лондонського королівського астрономічного товариства, медаль Джеймса Уотсона Національної академії наук США.
Іменем Чандлера названо один з кратерів на Місяці.